# 李周炫
李周炫（韓語：이주현，1976年4月5日—），韩国男演員，名字又譯李柱賢。1996年通過KBS《超级演员 Super Talent》出道。

## 演出作品

### 電視劇
粗斜體 爲第一男主角
- 1995年：SBS《洛城阿里郎》
- 1996年：KBS《幸福的早晨》
- 1996年：KBS《初恋》（客串）
- 1998年：KBS《報告》
- 1998年：SBS《顺风妇产科》（客串）
- 1998年：SBS《陰天寫的信》
- 1999年：KBS《希望之歌》
- 2001年：KBS《梅花恋歌》
- 2001年：MBC《商道》
- 2002年：MBC《黄金马车》
- 2002年：SBS《情敵》
- 2002年：SBS《好》（客串）
- 2002年：SBS《漂流的爱》
- 2003年：SBS《愛的旋律》
- 2003年：MBC《不知道别人的速度》
- 2003年：MBC《乞丐王子》
- 2003年：MBC《我人生的缺点》（客串）
- 2003年：MBC《男子香气》
- 2004年：MBC《天鹅湖》
- 2004年：MBC《我隐藏的爱》（两本剧）
- 2004年：MBC《你好！弗兰西斯卡》（客串）
- 2004年：MBC《花王仙女》飾 潘政秀
- 2005年：MBC《爱情餐歌》（客串）
- 2005年：MBC《甜蜜间谍》飾 江俊
- 2006年：SBS《比花还女人》
- 2006年：SBS《渊盖苏文》飾 唐太宗李世民 (青年)
- 2007年：KBS《比天高比地厚》飾 金尚賢
- 2007年：MBC《瑪莉大九攻防戰》（客串）
- 2008年：MBC《每天夜晚》飾演 姜世莞
- 2009年：SBS《王女自鳴鼓》飾 王笏
- 2010年：MBC《粉紅色口紅》飾 朴廷禹
- 2012年：MBC《武神》飾 金若先
- 2012年：MBC《彷彿愛過》（客串）
- 2013年：SBS《結婚的女神》飾 南尚勳（第20－25集）
- 2013年：KBS《乘著歌聲的愛情》飾 具世俊
- 2013年：JTBC《你鄰居的妻子》飾 安正民
- 2014年：MBC《狎鷗亭白夜》飾演 陸善仲
- 待播映：中國《情牵首尔》飾演 赵宏光
- 2016年：KBS《怪異家族》飾演 具京哲
- 2018年：KBS《波濤啊，波濤啊》飾演 趙東哲
- 2018年：MBC《秘密與謊言》飾演 閔亨錫（客串）
- 2021年：tvN《Bad and Crazy》飾演 卓旻水

### 电影
- 1995年《Dr.凤》
- 2000年《喜欢喜欢》
- 2002年《魔法之城》
- 2003年《拯救綠色星球！》
- 2005年《Mr.主妇猜迷王》
- 2006年《Good Luck》

### MV
- 2002年：金钟国〈变得幸福〉
- Please tell me why (by Free Style)文明真〈伤痕〉

## 綜藝節目
- SBS X-man 第17、18、22、30期
- SBS 周末反转剧 爱我的保镖
- SBS 周末反转剧 我的爱粘糕
- SBS 夜心万万 2006情人节特辑

## 獎項
- 2001年 KBS演技大賞 - 上鏡獎